# I’m Every Woman
«I’m Every Woman» — песня американской певицы Чаки Хан с её дебютного альбома Chaka (1978). Песня была издана отдельным синглом и стала хитом. Именно популярность этой песни сыграла огромную роль и в успехе альбома. Теперь эта песня считается визитной карточкой Чаки Хан.
Уитни Хьюстон записала эту песню для кинофильма «Телохранитель». Её версия тоже вышла как сингл (это был второй сингл Уитни Хьюстон с альбома-саундтрека к этому фильму, то есть он вышел вслед за самой популярной песней в её карьере «I Will Always Love You») и тоже стала хитом. В США сингл с ней продался в более чем миллионе экземпляров.